# Showband
Showband ist die Bezeichnung für eine Musikgruppe (Band), die fast immer aus mindestens vier bis sechs Musikern und ein oder zwei Sängerinnen (meist Mezzosopran) besteht und für größere Events wie Stadtfeste oder Galaveranstaltungen gebucht wird.

## Repertoire
Das Repertoire ist größtenteils im Discofox-Stil tanzbar und die Musiktitel sind meist außerordentlich populär. Es werden überwiegend aktuelle Hits, Oldies, Musik der 1980er-Jahre sowie deutscher Schlager gespielt. Eine Showband beherrscht meist auch eine Auswahl an Standard- und lateinamerikanischen Tänzen und ist so auch in der Lage bei Galaveranstaltungen oder Bällen zu spielen.

## Besetzung

### Grundbesetzung
Eine typische Besetzung besteht aus einer Sängerin und vier Musikern (Schlagzeug, Bassgitarre, Gitarre und Keyboard). Der Sängerin kommt eine zentrale Bedeutung zu, da sie einen Großteil der Titel singt und oft auch die Moderation übernimmt. Oft übernehmen auch einzelne Musiker den Sologesang einiger Titel oder sie beherrschen mehrere Instrumente.

### Erweiterte Besetzung
Viele Showbands haben eine zweite Sängerin, einen (männlichen) Sänger und weitere Instrumentalisten, z. B. Altsaxophon, Violine oder eine weitere Gitarre.

## Die Show
Man kann zwei Arten von Bands unterscheiden, klassische Showbands und Bands mit Bühnenshow.

### Klassische Showband
Klassische Showbands brillieren mit musikalischer Perfektion und professioneller Bühnenkleidung, die oft mehrmals am Abend gewechselt wird. Eine besondere Rolle spielt die Präsentation der solistischen Qualitäten der einzelnen Musiker, die als Show inszeniert wird.

### Showbands mit Bühnenshow
Diese Showbands binden zusätzlich zur Musik und anspruchsvollem Outfit thematische Showblöcke in ihren Auftritt ein. Die Showblöcke sind oft so angelegt, dass das tanzfreudige Publikum weiterhin tanzen kann. Sie können als Parodien oder als ernsthafte Coverversionen im Sinne von Coverbands angelegt sein. 
Beispiele für solche Showblöcke sind:

- Rock ’n’ Roll - Show in Originalkostümen

- Udo Lindenberg mit Hut, Perücke und Lederjacke

- Wolfgang Petry mit Perücke, Schnauzbart, Freundschaftsbändern

(Der Übergang zwischen ernsthaftem Cover und Parodie ist also manchmal fließend.)
Oftmals kommt bei Showbands dieser Art auch Pyrotechnik zum Einsatz.